# افسانه (فیلم ۲۰۱۴)
«افسانه» (انگلیسی: Legend (2014 film)) یک فیلم است که در سال ۲۰۱۴ منتشر شد.